# Тенист, Табра и Табрата
Теонист, Табра и Табрата († нынешний Музестре, 30 октября 380 года) — святые христианские мучениками, дни памяти  — 30 октября и 22 ноября.
Римский мартиролог сообщает только о том, что 30 октября преподобный Теонист (или Тонист, Теонест), епископ и мученик, был убит арианами. Таким образом, жития трёх персонажей считаются результатом более поздних традиций.

## Предание
Уроженец острова Намсис, бывший епископом Епархия Филиппов, Теонист вместе с учениками Альбаном, Урсом, Таброй и Табратой отправился в Галлию, чтобы проповедовать языческих народов. Некоторые утверждают, что епископ отправился странствовать по миру, потому что изгнан был из своей епархии. По мнению других, святой Теонист уехал из Милана в качестве посла святого Амвросия.
Во время остановки в Augusta (вероятно, в Аосте) святой Урс умер мучеником.
Прибыв в Майнц, Альбано также погиб, оказавшись жертвой набега вандалов. Пройдя мимо готов, трое выживших были брошены на неисправном корабле, который после долгого и мучительного путешествия привел их к берегам Венецианской лагуны, у древнего Алтино. В городе бушевали столкновения между православными и арианами: вскоре после того, как они высадились, все трое умерли мучениками от рук еретиков 30 октября 380 года у моста через реку Сил. Другое предание гласит о 22 ноября 425 года, но похоже, что в то время арийское восстание в Алтине прекратилось.